# Éric Artz
Éric Artz, né le 24 mai 1983 à Saint-Affrique (Aveyron), est un pianiste français.

## Biographie
Éric Artz commence le piano à l'âge de sept ans au Conservatoire Régional de Cholet . 
Après avoir obtenu une mention très bien à l'unanimité au CRR de Paris, il entre au Conservatoire National Supérieur de Paris à quatorze ans et obtient quelques années plus tard en master une mention très bien puis un diplôme d’artiste interprète (D.A.I). En 2011, il entre à l'Ecole Normale de Musique de Paris et y obtient le diplôme de concertiste à l'unanimité.
Il est lauréat de plus de vingt concours nationaux et internationaux (Genève, Maria Canals de Barcelone, Épinal…)  et est soutenu par la Fondation Natexis Groupe Banque Populaire de Paris et la Fondation Cziffra.
Il se produit régulièrement en soliste et avec orchestre en France au Festival Chopin de Nohant, au Théâtre des Champs-Elysées à Paris, à Radio France, l'Opéra de Reims, au Théâtre Mogador, au Festival de Deauville, à Perpignan avec l'actrice Brigitte Fossey ou encore au Grand Théâtre de Bordeaux. 
Il réalise également des concerts à l’étranger en Israël (Opéra de Tel Aviv, Jérusalem…), au Mexique (Festival de las ideas), en Suisse (Genève et Gstaad pour BVULGARI, …), au Maroc (Marrakech institut Français), au Japon (Okinawa), en Angleterre à Londres et en Europe (Allemagne, Autriche, Italie, Espagne, Belgique…) .
Il a également fait plusieurs apparitions cinématographiques ( Le Cerveau d’Hugo et Nos futurs pour le cinéma français) mais aussi dans la série américaine Making the Cut (en) .
Il a travaillé avec de grands professeurs comme Réna Sherechevskaya, Aldo Ciccolini, Nicolas Angelich, Olivier Gardon, Roustem Saïtkoulov et en master-class avec Jean-Claude Pennetier, Philippe Cassard, Paul Badura-Skoda, Yves Henri, Christoph Eschenbach, Anne Queffelec, François-René Duchâble, Bruno Rigutto et avec le violoncelliste Mstislav Rostropovitch.
Depuis 2021, il est professeur de piano à l'école normale de musique de Paris, assistant de Réna Shereshevsya et également professeur à l'académie du Cap Ferret musique Festival depuis 2016 .
Il participe aux concerts Candlelight organisés par Fever en Europe depuis 2019, où il joue autour de milliers de bougies.

## Prix et distinctions
- Concours du royaume de la musique à Paris : 1er Prix d’honneur (1997) [19]
- Concours National Claude Kahn de Paris : Lauréat [20]
- Fondation Cziffra (Senlis) : Lauréat (1999)[4]
- Concours International de Brest : 1er Prix (2000) [21]
- Concours Léopold Bellan à Paris : 1er Prix Prix d’honneur à l’unanimité (2001)[22]
- Concours Flame à Paris : 1er Prix à l’unanimité (2004) [5]
- Concours international Jean-Françaix : 1er prix (2006)[23]
- Fondation Natexis Groupe Banque Populaire de Paris : Lauréat (2006)[24]
- Concours International de Piano “Ennio Porrino” de Cagliari (Italie) : 1er nommé et prix spécial de la meilleure interprétation d’une oeuvre contemporaine (2006) [25]
- Concours International de Genève : Prix Spécial du jury (2006) [26]
- Concours International Maria Canals de Barcelone: Médaille à l’Unanimité du Jury (2007) [27]
- Concours International d’Epinal : Lauréat, prix Spécial du meilleur Français, prix Spécial (SACEM) de la meilleure interprétation d’une œuvre contemporaine (2007) [3]
- Société des Arts de Genève : Lauréat, prix du public (2008) [28]
- Concours International de Piano de Lagny sur Marne (Ile de France) : 1er prix à l’unanimité du jury[29] (2009)
- Concours International de Mayenne : Lauréat (2011) [30]
- Fondation Oulmont : Lauréat (2012) [31]
- Prix jeune Espoir : Federico II international award (2022)[32]

## Émissions télévisées
- France 2 : L’École des fans, avec l'invité Gabriel Tacchino (1994)
- France 2 : Le monde est à vous (1994)
- France 2 : L'École des fans, avec l'invité Georges Prêtre (1995)
- France 3 : Une nuit avec Chopin pour le bicentenaire de l’année Chopin, présenté par Pierre Arditi (2010)[33]
- M6 : M6 Mag : Candlelight (2020)[34]
- TF1 : Journal 13h : Candlelight Fever (2020)[35]
- France 3 : Journal : Festival Folies du Touquet[36] (2021)
- France 4 : Emission Culturebox[37] avec Daphné Bürki (2023)

## Filmographie
- Le cerveau d’Hugo : Doublage des mains de l'acteur principal (2012)[38]
- Nos Futurs : Doublage musique : Nocturne de Chopin en fa mineur op55 n°1 et coach piano pour l’acteur Pierre Rochefort (2015)[39]
- Making the Cut (en)  : Saison 1 épisode n°2 : « Haute Couture » (2019)[40]
- White Friar : Musique au piano (2022)[41]

## Discographie
- Classical Piano Masters Vol..1  (2021)
- Classical Piano Masters Vol..2  (2021) [42]